# Ишлех
Ишлех — упразднённая деревня на территории Приуральского района Ямало-Ненецкого автономного округа России.

## География
Расположена была на левом берегу речки Ишлех, впадающей в Обь напротив речного острова Пуголлор, в 34 км к западу от райцентра, села Аксарка (по прямой), и в примерно 20 км к востоку от центра города Салехарда (по прямой).

## История
Относилась к Харсаимскому сельсовету.
В 2006 году деревня Ишлех была упразднена в связи с прекращением существования этого населённого пункта.

## Население
| 1989 | 2002 |
| ---- | ---- |
| 16   | ↘0   |